# Erik Eriksson i Kväcklingen
Erik Eriksson (i riksdagen kallad Eriksson i Kväcklingen), född den 1 januari 1857 i Liden, död där 7 augusti 1936, var en svensk lantbrukare och riksdagsledamot (liberal).
Erik Eriksson, som kom från en bondesläkt, var lantbrukare i Kväcklingen i Lidens socken, där han också hade kommunala uppdrag. Han var även ledamot i Västernorrlands läns landsting. Han var riksdagsledamot i andra kammaren 1894–1899 för Njurunda, Indals och Ljustorps tingslags valkrets och anslöt sig i riksdagen 1895 till den liberala partigruppen Folkpartiet. Som riksdagsledamot engagerade han sig bland annat för en rösträttsreform.
Erik Eriksson var från 1883 gift med Engla Johanna Åman.